# درجة معادلة تفاضلية
في الرياضيات، درجة المعادلة التفاضلية (بالإنجليزية: Degree of the Differential Equation)‏ هي أس أعلى مشتق بعد تحويل المعادلة لجذرية وتكاملية لكل مشتقاتها. فإذا كانت المعادلة التفاضلية من الدرجة الثالثة مثلًا، معنى ذلك أن أعلى تفاضل فيها هو التفاضل الثالث،